# De Kraker
De wedstrijd tussen Feyenoord en PSV, vaak aangeduid als De Kraker (ook weleens aangeduid als Dé Kraker), is een van de prominente voetbalwedstrijden in Nederland. Hoewel niet zo beladen als De Klassieker behoren wedstrijden tussen beide clubs, ongeacht de stand op de ranglijst, voor hun supporters tot een van de belangrijkste van het jaar. Deze confrontatie tussen twee van de drie traditionele topclubs heeft in de loop der jaren veel rivaliteit gekend.

## Geschiedenis
De eerste keren dat Feyenoord en PSV wedstrijden tegen elkaar, speelden, was in het seizoen 1928/29.
Op 19 en 20 mei 1929, tijdens Pinksteren, troffen Feyenoord (destijds nog gespeld als Feijenoord) en PSV (destijds nog gespeld als P.S.V.) elkaar voor het eerst. Deze wedstrijden behoorden tot de kampioenscompetitie tussen de vijf winnaars van de verschillende afdelingent Nederlands landskampioenschap voetbal 1928/29. Feyenoord won op 19 mei 1929 de eerste wedstrijd met 3-0, een dag later won PSV met 4-0 van Feyenoord. Op 23 juni werd PSV voor het eerst landskampioen.
Sindsdien hebben beide clubs talloze keren tegenover elkaar gestaan in de Eredivisie, KNVB Beker en andere competities. De rivaliteit werd versterkt in de jaren '90 en 2000, toen PSV qua aantal landskampioenschappen Feyenoord passeerde.
In het seizoen 2001/2002 troffen Feyenoord en PSV elkaar in de kwartfinales van de UEFA Cup. Het was een zeldzame Europese confrontatie tussen twee Nederlandse topclubs. Zowel in Eindhoven als in Rotterdam werd het 1-1. Met een totale stand van 2–2 over beide wedstrijden, werd de winnaar bepaald via een strafschoppenserie. Feyenoord won deze met 5–4 en plaatste zich voor de halve finales. Dit duel was cruciaal in Feyenoords succesvolle UEFA Cup-campagne, die uiteindelijk de trofee wonnen.
Op 24 oktober 2010 won PSV met 10-0 van Feyenoord. Voor Feyenoord was dit de zwaarste nederlaag in haar clubgeschiedenis. In de 34e minuut van de wedstrijd kreeg Feyenoord-speler Kelvin Leerdam een rode kaart. Voor PSV waren Jonathan Reis (3x), Jeremain Lens (2x), Balázs Dzsudzsák (2x), Ola Toivonen en Orlando Engelaar trefzeker. De 2-0 was een eigen doelpunt van Bruno Martins Indi.